# Ramal ferroviario Palmira-Tres Porteñas
El Ramal Palmira - Tres Porteñas pertenecía al Ferrocarril General San Martín, Argentina.

## Ubicación
Se hallaba en la provincia de Mendoza en el Departamento San Martín.

## Características
Era un ramal industrial de la red del Ferrocarril General San Martín con una extensión de 24,5 km entre las localidades de Palmira y Tres Porteñas.

## Historia
Fue inaugurado en 1916 por el Ferrocarril Buenos Aires al Pacífico.

## Servicios
El ramal se encuentra abandonado y sin servicio. Supo ser usado para transporte de cargas de los viñedos de la zona.